# GP Denain 1992
De 34e editie van de wielerwedstrijd GP Denain werd gehouden op 9 april 1992. De start en finish vonden plaats in Denain in het Franse Noorderdepartement. De winnaar was de Belg Edwig Van Hooydonck, gevolgd door Philippe Casado en Hervé Henriet.

## Uitslag
| GP Denain 1992 |                     |                            |          |
| Plaats         | Naam                | Ploeg                      | tijd     |
| Winnaar        | Edwig Van Hooydonck | Buckler                    | 4u33'00" |
| 2              | Philippe Casado     | Z                          | z.t.     |
| 3              | Hervé Henriet       | Eurotel-Bio-Technica-Samro | z.t.     |
| 4              | Franck Boucanville  | Chazal                     | +1'19"   |
| 5              | Kees Hopmans        | Elro Snacks                |          |
| 6              | Marcel Wüst         | RMO                        |          |
| 7              | Jan Goessens        | GB - MG Maglificio         |          |
| 8              | Eric Knuvers        | Panasonic                  |          |
| 9              | Peter Spaenhoven    | Assur Carpets              |          |
| 10             | Kim Andersen        | Z                          |          |

1959 · 1960 · 1961 · 1962 · 1963 · 1964 · 1965 · 1966 · 1967 · 1968 · 1969 · 1970 · 1971 · 1972 · 1973 · 1974 · 1975 · 1976 · 1977 · 1978 · 1979 · 1980 · 1981 · 1982 · 1983 · 1984 · 1985 · 1986 · 1987 · 1988 · 1989 · 1990 · 1991 · 1992 · 1993 · 1994 · 1995 · 1996 · 1997 · 1998 · 1999 · 2000 · 2001 · 2002 · 2003 · 2004 · 2005 · 2006 · 2007 · 2008 · 2009 · 2010 · 2011 · 2012 · 2013 · 2014 · 2015 · 2016 · 2017 · 2018 · 2019 · 2020 · 2021 · 2022 · 2023 · 2024 · 2025